# 品管新七大手法
品管新七大手法（Seven Management and Planning Tools），又稱QC新七大手法，新的七種質量控制工具或N7，為1972年，日本科技聯盟的納谷嘉信教授歸納出的一套品質管制及作業研究工具，這個方法和原有的「QC七大手法」一樣都有七項，為了識別，就稱為「新QC七大手法」。

## 新七大手法

### 親和圖法（KJ法）

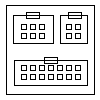
KJ法

亲和图法（英文：Affinity diagrams，亦称KJ法）是腦力激盪的工具，將大量沒有組織的資料及資訊依照其自然的關係進行分類。是由日本人類學家川喜田二郎（Kawakita Jiro）發明，適用於以下的情形：
1. 有許多顯然混亂的事實或是想法
2. 議題似乎太大，難以處理

### 關聯圖法

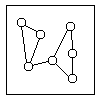
關聯圖法

關聯圖法（Inter-relationship diagraph）可以列出和一複雜問題相關的所有因果關係以及因素，並描述預期的結果。建立關聯圖的過程可以讓團隊分析複雜情形下，不同層面之間的自然關係。

### 系統圖

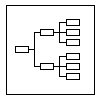
系統圖

系統圖 （Tree diagram）是用樹狀圖的方式，將較大的分類拆分為較小的分類，再拆分到其細節，可以看出要完成某一目標或是任務，所需要任務細節，並且可以看出各任務的層次。繪製系統圖有助於將關注項目從通用特性轉換到細節。

### 優先次序矩陣圖
優先次序矩陣圖 （Prioritization matrix）可以將事物區分優先順序，用加權的準則來描述事物。優先次序矩陣圖結合了樹狀圖以及矩陣圖，進行事物之間的二二比對，將選項縮減到最想要或是最有效的選項。優先次序矩陣圖的常見應用包括投資報酬率（ROI）、成本效益分析、依緊急性及重要性分類的優先性矩陣等。

### 矩陣圖法

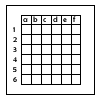
矩陣圖

矩陣圖 （Matrix diagrams）可以列出兩組或是多組事物之間的關係。每一個格子分別對應二個或是多個事物，可以在格子中列出其關係，也可以空白表示兩者無關。矩陣圖可以看出關係的相關資訊（例如強度、彼此相關的角色等）。矩陣圖可以用在相對較複雜的情境中，可以看出事物之間的互動關係或是相關性。矩陣圖可分為L型、T型、Y型、X型、C型、R型，各矩陣圖可以比較的組數不同。

### 過程決策程式圖法

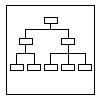
PDPC法

過程決策程式圖法（PDPC法、Process Decision Program Chart）是用樹狀圖將任務拆解成層級結構，方便規劃的方式。過程決策程式圖法會將任務拆解到許多層，之後再識別底層任務的風險以及相關對策。可以將任務用不同的形狀表示，以表示較高風險，或是標識可能對策的作法（例如有些任務有不確定的特性，可以用雲的形狀表示其任務）。過程決策程式圖法類似失效模式与影响分析（FMEA），都會識別風險、失效結果以及應急措施。FMEA也可以列出每一個潛在失效點的相對風險程度。

### 活動網圖表法

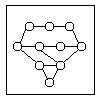
活動網圖表法

活動網圖表法（Activity network diagram），也稱為箭線圖法（Arrow Diagram Method，ADM），是計畫評核術（PERT）中常用的工具，適用在許多任務及相關子任務的順序規劃或是時程規劃上，若有些子任務必須同時進行時，就可以用此方式分析。活動網圖表法有助於找出關鍵路徑（任務中最長的路徑），也可以幫助人員依序定義一組複雜的活動、並且進行組織及管理。

## 外部連結
- Brassard, M. (1996) The Memory Jogger Plus+. ISBN 1-879364-83-2
- American Society for Quality（页面存档备份，存于） - official Web site
- A Periodic Table of Visualization Methods for Management（页面存档备份，存于）
- Visualization Methods Exploration
- Task Prioritization Matrix（页面存档备份，存于） - interactive web-based tool